# Creatorii de coșmaruri
Creatorii de coșmaruri (titlu original: In the Mouth of Madness, cunoscut și ca John Carpenter's In the Mouth of Madness) este un film american de groază lovecraftiană din 1995 regizat de John Carpenter. Rolurile principale au fost interpretate de actorii Sam Neill,  Julie Carmen și  Jürgen Prochnow. Carpenter consideră filmul Creatorii de coșmaruri ca parte a trilogiei Apocalypse, care mai conține Prince of Darkness (Prințul Întunericului, 1987) și The Thing (Creatura, 1982).

## Prezentare
Dr. Wrenn (David Warner) îl vizitează pe John Trent (Sam Neill), un pacient internat într-un spital de psihiatrie, și-i cere lui Trent să-i spună cum a ajuns acolo:
După ce demască o înșelătorie, Trent, un anchetator al unei firme de asigurări, ia masa cu un coleg care-i prezintă următoarea sa misiune, aceea de a investiga o cerere făcută de către editura din New York, Arcane. În timpul discuției lor, Trent este atacat de un bărbat cu un topor care este împușcat mortal de către un ofițer de poliție înainte de a-l lovi pe Trent. 
Mai târziu, Trent se întâlnește cu directorul Arcane Publishing, Jackson Harglow (Charlton Heston), care îi cere să investigheze dispariția popularului romancier de groază Sutter Cane (Jürgen Prochnow), Trent trebuind să recupereze manuscrisul ultimului roman al lui Cane. În misiunea sa va fi însoțit de editorul lui Cane, Linda Styles (Julie Carmen).
Linda îi explică că scrierile pot provoca dezorientare, pierderi de memorie și paranoia în rândul "cititorilor mai puțin stabili."  Trent rămâne sceptic, convins că dispariția (ca și atacul omului cu toporul) este doar o cascadorie elaborată de publicitate. Trent observă o serie de linii roșii pe coperțile romanelor lui Cane. După ce află că scriitorul este cel care a realizat grafica coperților, Trent își dă seama că acestea, aliniate corespunzător, formează conturul statului New Hampshire și arată locul unde se află Hobb's End, un orășel fictiv care apare în multe dintre lucrările lui Cane.
După ce găsesc orașul Hobb's End, Linda are de-a face cu tot felul de fenomene bizare noaptea târziu în motelul în care s-au cazat. Inexplicabil s-a făcut noapte brusc, deși în oraș au ajuns ziua. Trent și Linda cercetează prin zonă și găsesc oameni și repere descrise ca fiind fictive în romanele lui Cane. Trent consideră că totul este o înscenare de proporții, dar Linda nu este de acord. Ea recunoaște că Arcane Publishing a promovat fraudulos cartea lui Cane, dar distorsionarea timpului și construirea exactă a unei replici a orașului Hobb's End  nu au făcut niciodată parte din acest plan.
Linda ajunge într-o biserică (descrisă și ea în romane) unde îl găsește pe Cane. Acesta îi arată ultimul său roman In The Mouth of Madness și Linda înnebunește.  Un bărbat dintr-un bar îl avertizează pe Trent să părăsească orașul apoi se sinucide pentru că așa scrie în cartea lui Cane. În fața barului, o mulțime de orășeni cu aspect monstruos stau în fața mașinii lui Trent. Acesta încearcă să fugă din Hobb's End, dar, în mod repetat, este teleportat înapoi în centrul orașului, în fața mulțimii. După ce încearcă să intre în mulțime cu mașina are un accident și se trezește în interiorul bisericii, unde Cane îi explică că credința publicului în povestirile sale au eliberat o rasă veche de ființe monstruoase (numite anticii) care vor recupera Pământul. Cane îi dezvăluie lui Trent că este doar unul dintre personajele sale care trebuie să urmeze exact cele scrise și că dacă manuscrisul va ajunge la Arcane Publishing va avea loc sfârșitul lumii.
După ce îi dă lui Trent manuscrisul, lacrimile de pe fața lui Cane deschid un portal către dimensiunea în care se află stăpânii săi monstruoși. Trent fuge printr-un tunel urmărit de monștri, se împiedică și se trezește pe un drum de țară, aparent întors înapoi în realitate. În drumul său spre New York, Trent distruge manuscrisul. Ajuns la Arcane Publishing, Trent îi spune tot ce a pățit lui Harglow. Harglow nu știe cine este Linda; dar îi dezvăluie că Trent a fost trimis singur pentru a-l găsi pe Cane și că manuscrisul a fost deja livrat cu luni în urmă. Romanul va fi publicat peste o săptămână, iar peste o lună va avea loc premiera unei adaptări cinematografice. Trent este arestat după ce  ucide cu toporul un cititor al  noului roman proaspăt lansat. 
După ce Trent îi dezvăluie totul Dr.-ului Wrenn,  ultimul începe să aibă halucinații  fără  sens. Trent se trezește a doua zi și descoperă că azilul este abandonat. În timp ce pleacă de acolo, o voce de la radio anunță că lumea a fost copleșită de creaturi monstruoase și că focare de sinucideri și crime în serie au devenit tot mai frecvente. Trent intră într-un cinematograf pentru a vedea ecranizarea romanului lui Cane și descoperă că el este personajul principal al filmului. După ce vede pe ecran câteva din acțiunile sale anterioare, Trent izbucnește în râs isteric care se transformă în hohote de disperare.

## Distribuție
- Sam Neill ca  John Trent
- Julie Carmen ca Linda Styles
- Jürgen Prochnow ca Sutter Cane
- David Warner ca Dr. Wrenn
- John Glover ca Saperstein
- Bernie Casey ca  Robinson
- Peter Jason ca Mr. Paul
- Charlton Heston ca Jackson Harglow
- Frances Bay ca  Mrs. Pickman
- Maha Naqi - Kid

## Producție
Exteriorul Bisericii Negre din Hobb’s End este de fapt Catedrala Schimbării. Acesta este o fostă catedrală slovacă greco-catolică situată în Markham, Ontario.